# Husö biologiska station

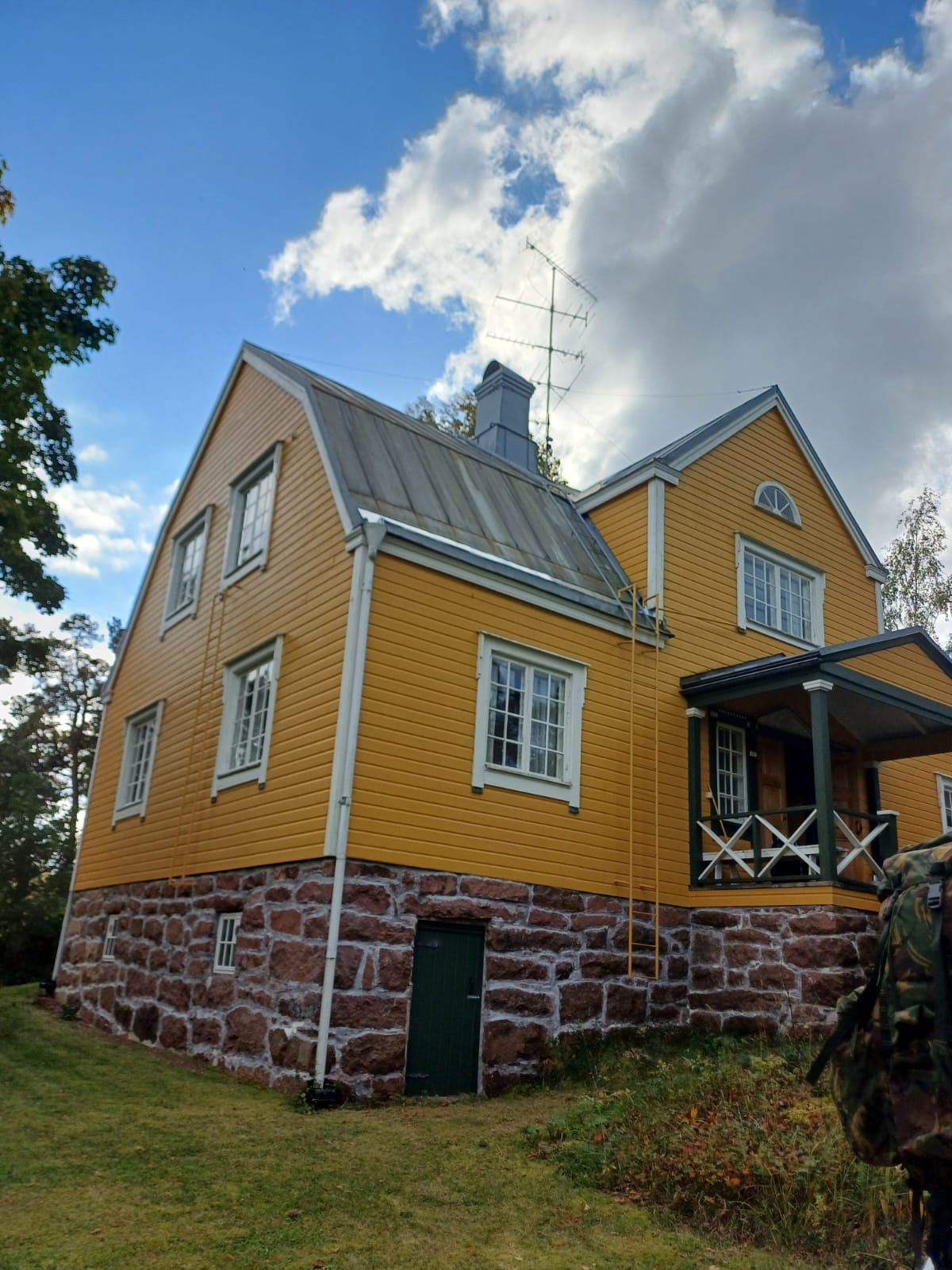
Gula huset på Husö biologiska station (augusti 2024)

Husö biologiska station är en forskningsstation på Bergö i Finströms kommun på Åland, som ägs och drivs av Åbo Akademi.
Målaren och konsthantverkaren Sigrid Granfelt köpte Husö gård 1910 och drev jordbruk och trädgårdsbruk där. Hon donerade 1940, två år innan hon dog, gården med mark och vattenområden till Åbo Akademi för att bevaras som ett naturskyddat område och som stöd för den lärostol i botanik, som då skulle inrättas vid akademin.
Sedan 1959 har Husö varit fältstation för institutionen för Biovetenskaper vid Åbo Akademi på initiativ av dåvarande professorn i allmän biologi Bo-Jungar Wikgren (1927–2013), som också var dess förste förståndare. Stationen används som bas för akvatiska studier, och också för botaniska, mykologiska och entomologiska studier. 
Verksamheten  finansieras med medel från bland andra Åbo Akademi, Ålands landskapsregering och Finlands Akademi och olika nationella och internationella forskningsfinansiärer
Signe Granfelt ritade och lät uppföra Gula huset som manbyggnad på gården 1912. Hon tillverkade själv bruksföremål av trä, keramik och smide, och en del av dessa möbler och föremål, samt de dekorerade dörrarna finns kvar i huset att se. Byggnaden används idag sommartid som bostadsrum. I övrigt finns på gården bland andra en laboratoriebyggnad från 1991, ett laboratorium från 1991, ett logihus från 1978, en tidigare arrendatorsvilla, ytterligare en villa från 2006 samt en tidigare ladugård, som nu är akvariehall.
Forskningen och miljöövervakningen på Husö har under årens lopp handlat om fiskerifrågor, dricksvattentillgångar, människans mekaniska påverkan (muddringar, fartygstrafikens miljöpåverkan, vägbankar, förändrad markanvändning, kommunal och industriell belastning,  övergödningen i sjöar och hav, biotop och artförändringar (bottenfauna,plankton, fåglar, fjärilsbestånd). 
Toppforskningen berör ekosystemens funktionella strukturer, styrningmekanismer och antropogena påverkan. I blickpunkten är naturresurshanteringen lokalt och globalt. Den katastrofala minskningen i biodiversitet under de senaste hundra åren visar klart och tydligt hur vi missbrukat de resurser vi är i beroende av.
Effekterna av Övergödningen, klimatförändringen och reduceringen av den biologiska mångfalden och  utgör centrala frågeställningar inom både grundforskningen och den tillämpade forskning som utförs av Husö biologiska station.
Bevakningen och övervakningen av de s.k. ekosystemtjänsterna kan kanske ses som ett av nyckelorden gällande stationens roll i forskningen och i samhället